# Crespy-le-Neuf
 Crespy-le-Neuf  là một xã ở tỉnh Aube, thuộc vùng Grand Est ở phía bắc miền trung nước Pháp.